# Listă de abrevieri din 5 litere
| Sigle de o literă                       |                               |
| Sigle de două litere                    |                               |
| Sigle de trei litere                    |                               |
| AAA → DZZ EAA → HZZ IAA → LZZ MAA → PZZ | QAA → TZZ UAA → XZZ YAA → ZZZ |
| Sigle de patru litere                   |                               |
| Sigle de cinci litere                   |                               |
| Sigle de șase litere                    |                               |

Aceasta este o listă de abrevieri din cinci litere:
- AJVPS - Asociația Județeană a Vânătorilor și Pescarilor Sportivi
- BCCOA - Biroul pentru Combaterea Crimei Organizate și Antidrog -
- BCCOC - Brigada de Combatere a Crimei Organizate și a Corupției -
- CANDU
- DCCEF - Direcția pentru Combaterea Criminalității Economico-Financiare -
- NSDAP
- RADAR
- RAJAC - Regia Autonomă Județeană de Apă Canal
- SAMPA
- SCCEF - Serviciul de Combatere a Criminalității Economico-Financiare - [nefuncțională]